# Der Pfälzer in Amerika
Der Pfälzer in Amerika war eine von 1884 bis 1917 erschienene deutschsprachige Wochenzeitung in den Vereinigten Staaten, die sich an Einwanderer in die Vereinigten Staaten aus der Pfalz richtete.

## Geschichte

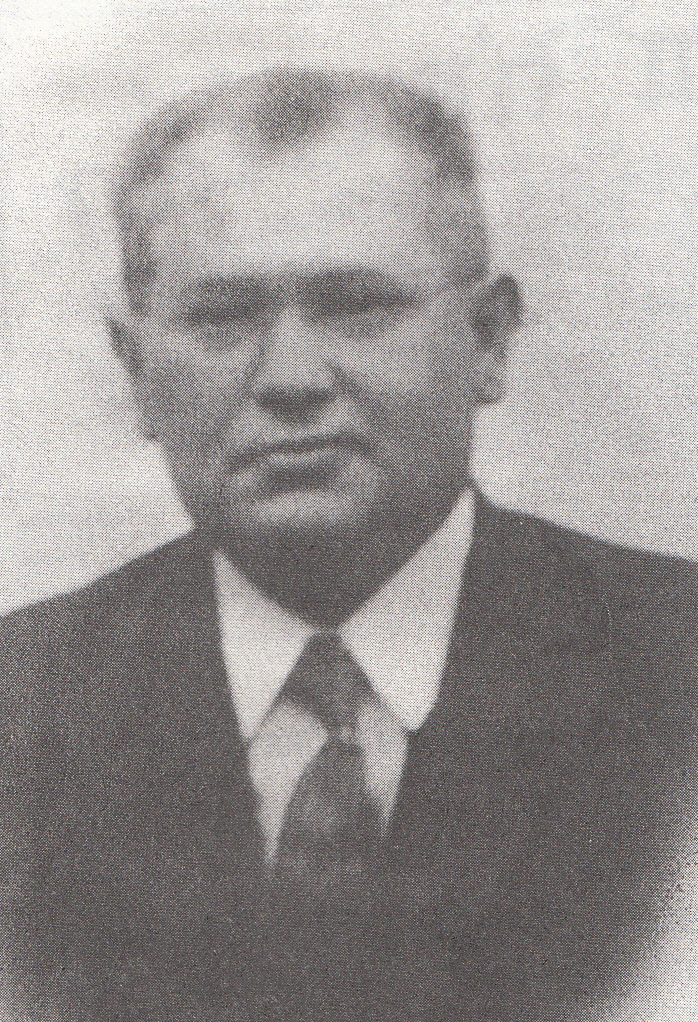
Conrad Voelcker

Conrad Völcker (1861–1930) wuchs in bescheidenen Verhältnissen in Edenkoben auf. Seine Familie entschloss sich 1882, nach dem Tod seines Vaters, nach Amerika auszuwandern und kam am 23. Oktober 1882 mit der Werra in New York City an. 1884, im Alter von 23 Jahren, gründete er seinen eigenen Verlag C. Voelcker & Co., der ab Juli 1884 die Wochenzeitung Der Pfälzer in Amerika herausbrachte. Der Untertitel lautete Wochenschrift, den Interessen der Rhein-Pfälzer in den Vereinigten Staaten gewidmet. 1885 kam mit Conrads Brüdern Gustav Voelcker als Mitherausgeber und August Voelcker als Anzeigenverwalter familiäre Unterstützung in die Firma.
Die Zeitung hatte zunächst einen Umfang von vier Seiten und wurde 1886 auf acht Seiten erweitert. Die Auflagenhöhe betrug zunächst 2000 Exemplare, konnte sich jedoch bis 1890 auf 7500 steigern. Die Zeitung wurde ab 1889 in zwölf US-amerikanischen Bundesstaaten vertrieben.
Neben dem Pfälzer in Amerika verlegte Voelcker auch die Zeitung Hessische Blätter, die ähnlich aufgebaut war und sich an hessische Einwanderer richtete.
Probleme bekam die Zeitung mit Beginn des Ersten Weltkriegs, insbesondere nach dem Kriegseintritt der Vereinigten Staaten 1917. Das Blatt sammelte in jener Zeit für die Rheinpfalz Spendengelder, die an ein Pfälzer Hilfsfont-Komitee gingen. Zwischen dem 21. Dezember 1914 und dem 1. November 1916 kamen so 33.713,89 Reichsmark zusammen. In dieser Zeit schrumpfte der Anteil von Nachrichten aus dem ehemaligen Heimatland wegen der Zensur und Beschlagnahme von Zeitungen und Korrespondenzen. Mit dem Kriegseintritt der USA sah sich das Blatt in einem Zwiespalt mit der prodeutschen Einstellung und dem amerikanischen Patriotismus. So verzichtete man überwiegend auf Kriegsnachrichten, stellte sich jedoch auch gegen die Hatz auf deutsche Spione in Amerika.
Ab Oktober 1917 durfte die Zeitung nur noch unter strengen Zensurauflagen erscheinen. Sämtliche Artikel mussten in englischer Sprache übersetzt zur Genehmigung vorgelegt werden, außerdem wurde es verboten, Neuigkeiten über den Krieg und die Konfliktparteien zu verbreiten. Hinzu kam ein Anzeigenrückgang. Am 29. Dezember 1917 erschien die letzte Ausgabe.

## Inhalt
Inhaltlich lag der Fokus auf Nachrichten aus der Heimat. Die Zeitung berichtete aus gut 100 der 685 pfälzischen Gemeinden. Dabei nahm das Blatt die Meldungen meist aus der nationalliberalen Zeitung Pfälzische Presse sowie dem Edenkobener Blatt Die Gegenwart.
Dazu kamen Essays zu verschiedenen Themen der US-amerikanischen Politik. Weitere Rubriken waren Gerichtsverhandlungen (Aus den Gerichtssälen), Lokalnachrichten über Versteigerungen, Ehe- und Suchanzeigen sowie Todesfälle in der Pfalz sowie die „Kleine Weinzeitung“. Dazu kam ein umfangreicher Teil mit Todesanzeigen von Pfälzer Auswanderern. Eine weitere Rubrik namens „Aus nah und fern“ berichtete über interessante Informationen für und von Einwanderern in Amerika. Ebenfalls fand sich Trivialliteratur im Stil der populären Gartenlaube in der Zeitung.

## Archiv und Auswertung
Das einzige bekannte Archiv der Zeitung befindet sich im Besitz des Institut für pfälzische Geschichte und Volkskunde und wurde 1969 und 1971 von Voelckers Nachfahren der Heimatstelle Pfalz, dem Vorgänger des Instituts, als Stiftung überlassen.
Christa Becker und Roland Paul veröffentlichten 2016 vier Bände mit einer vollständigen Abschrift der Sterbenotizen und Nachrufe im Ludwigshafener Verlag Llux Agentur & Verlag. Die Abschrift wurde von Christa Becker vorgenommen.